# Quatuor Danel
Le Quatuor Danel est un quatuor à cordes français fondé en juin 1991 et initialement composé de trois membres de la famille Danel.

## Histoire
La formation a travaillé avec le Quatuor Amadeus. À l'occasion de l'intégrale des quatuors à cordes de Chostakovitch, il a également collaboré avec le Quatuor Borodine, Feodor Druzhinin (Quatuor Beethoven), Pierre Penassou (Quatuor Parrenin) et Walter Levin (Quatuor LaSalle). Le Quatuor Danel interprète le répertoire classique ainsi que la musique contemporaine. Leur enregistrement des quatuors de Chostakovitch et Weinberg (17 quatuors en première mondiale à Manchester en 2009) font référence.
Depuis 2005, le Quatuor Danel est « Quatuor en résidence » à l'Université de Manchester, puis depuis 2016, au Tivoli Vredenburg à Utrecht. De 2019 à 2021, il est en résidence au Wigmore Hall pour une double intégrale des quatuors à cordes de Chostakovitch et Weinberg.
Au cours de l'année Bruckner 2024, le Quatuor Danel a interprété le 1er octobre une intégrale des œuvres pour quatuor à cordes, qu'Anton Bruckner a composées entre 1861 et 1863 au cours de ses leçons auprès d'Otto Kitzler – dont la création des Six Scherzos pour quatuor à cordes, WAB 209.

## Membres
- Marc Danel - premier violon (depuis 1991), sur un victor-Joseph Charotte, Concerto Hercul, (Mirecourt, 1920)
- Gilles Millet - second violon (depuis 1991), sur un Jacobs de 1680
- Vlad Bogdanas - alto (depuis 2005), actuellement sur un Vincenzo Sannino (Naples, 1914)
- Yovan Markovitch - violoncelle (depuis 2013), sur un Petrus Guarnerius (Venise, 1739)[3]

## Créations
- Olivier Greif, Quatuor à cordes no 2 (1996)
- Krzysztof Meyer, Quatuor à cordes no 14 « Au-delà de l'absence » (1998)
- Alexander Raskatov, Gebet pour soprano et quatuor à cordes (1998)
- Bruno Mantovani, Quatuor « les fées »
- Bruno Mantovani, Quintette avec harpe
- Bruno Mantovani, Quintette 2 cellis
- Wolfgang Rihm, Sextuor pour clarinette, cor et quatuor à cordes

## Discographie
- Dmitri Chostakovitch - Intégrale des quatuors à cordes (octobre 2001–juin 2005, 5CD Fuga libera FUG512 / Alpha) (OCLC 811455133)
- Peter Swinnen, Lydia Chagoll - La vieille dame et la fille nomade (Artist consultancy DIS 001)
- Ahmet Adnan Saygun - Intérale des quatuors à cordes (1-4 décembre 2003/20-22 septembre/19 novembre 2004, 2CD CPO 999 923-2) (OCLC 315127627)
- Hao-Fu Zhang - Qia-Xiao (juin 2002/mai 2003/février 2004, Cypres CYP4617) (OCLC 228475722)
- Felix Mendelssohn - Quatuors à cordes, op. 44, nos 1 et 2 (Eufoda 1355)
- Pascal Dusapin, René Koering - Quatuors à cordes (mai 2003, Accord 476 1919) (OCLC 60819508)
- Elmar Lampson - Fadenkreuze (Col Legno 20 234) (OCLC 237881188)
- Adolphe Biarent - Quintette avec piano (Cypres CYP4611)
- André Souris - Musiques (Cypres CYP4610)
- Benoît Mernier - Les idées heureuses (1997/2001, Cypres CYP4613) (OCLC 56563794)
- Patrick De Clerck - Musique de Chambre (mai/juin 1994, Megadisc MDC 7866) (OCLC 37838806)
- Charles Gounod - Quatuors à cordes (janvier 1997, Auvidis V4798) (OCLC 38553717)
- Manuel Rosenthal - Musique de Chambre (1996, Calliope CAL 9894) (OCLC 840331780)
- Karel Goeyvaerts - Quatuors à cordes (décembre 1995/janvier 1996, Megadisc MDC 7853) (OCLC 35308811)
- Nicolas Bacri - Musique de Chambre (REM 311 276XCD)
- Alexandre Raskatov - Musique de Chambre (Megadisc MDC 7825)
- Mieczysław Weinberg - Intégrale des quatuors à cordes (CPO) — en première mondiale : création des quatuors 3, 4 et 6.
- César Franck - quatuors et quintette avec piano avec P. Jumppanen (CPO).